# Vol MIAT Mongolian Airlines 557
Le 21 septembre 1995, un Antonov An-24 assurant le vol MIAT Mongolian Airlines 557, un vol intérieur régulier en Mongolie, reliant l'aéroport international de Buyant-Ukhaa à l'aéroport de Mörön (en), s'est écrasé lors de l'approche vers Mörön, tuant 42 des 43 personnes à bord de l'appareil. C'est l'accident aérien le plus meurtrier à s'être produit en Mongolie.

## Accident
L'appareil effectuait un vol régulier entre Oulan-Bator à Mörön, qui transportait 37 passagers et 6 membres d'équipage à bord. 
Alors que le vol 557 était en phase de croisière, l'équipage a jugé que la visibilité était suffisante pour passer en vol à vue (VFR), et lors de l'approche, les pilotes sont passés en VFR et ont commencé à descendre trop tôt, pour finalement se retrouver en dessous de l'altitude minimale de sécurité accordée par le contrôleur aérien. 
Vers 12h30, l'avion a heurté une montagne située prés de l'aéroport de destination, tuant les 6 membres d'équipage et 36 des 37 passagers.